# 스마르타파
스마르타파(산스크리트어: Smarta Sampradaya, 영어: Smartism)는 힌두교의 모든 주요한 신들이 브라흐만(Brahman)이 형상화된 존재들 또는 브라흐만의 여러 모습들이라고 믿는 힌두교 종파이다. 스마르타파는 비슈누파(Vaishnavism) · 시바파(Shaivism) · 삭티파(Shaktism)와 더불어 힌두교의 주요 네 종파들 중의 하나이다. 여기서 종파는 신상을 예배하는 등의 종교적인 성격을 띠는 힌두교 분파를 뜻하는 것으로 힌두교 철학 학파와는 구별할 필요가 있다.
스마르타파의 산스크리트어 명칭인 스마르타 삼프라다야(Smarta Sampradaya)의 문자 그대로의 뜻은 "스마르타 전통"이다. 스마르타(Smarta)는 베다(Veda)와 샤스트라(Shastra · 논서)를 지지하고 따르는 사람들을 가리킨다. 지금은 남부 인도의 브라만들(Brahmins)만이 자신들을 스마르타들이라고 부른다.

## 같이 보기
- 힌두교의 종파
- 힌두교의 철학 학파